# Winterberg (Kürten)
Winterberg ist ein Ortsteil in der Gemeinde Kürten im Rheinisch-Bergischen Kreis.

## Beschreibung und Lage
Die Straße nach Winterberg führt von der Wipperfürther Straße in Steeg steil in südlicher Richtung den Berg hinauf. Der ursprüngliche Ort lag auf der Höhe. Die hauptsächliche Besiedlung hat erst in der Mitte des 20. Jahrhunderts eingesetzt und beginnt nunmehr direkt an der Wipperfürther Straße. Winterberg bildet nunmehr mit Steeg, Dürscheid und Steintor einen geschlossenen Siedlungsbereich.
Winterberg liegt an einem steilen Nordhang, wo der Schnee im Winter lange liegen bleibt. Das hat ihm seinen Namen gegeben.

## Geschichte
In der Topographische Aufnahme der Rheinlande von 1824 ist der Ort als Winterberge eingezeichnet. Zu dieser Zeit gehörte Winterberg zur Bürgermeisterei Kürten im Kreis Wipperfürth in der preußischen Rheinprovinz. 1830 hatte der Ort 24 Einwohner. 1845 zählte der als Hof kategorisierte Ort ein Wohngebäude und 13 Einwohner katholischen Glaubens.
In der Aufstellung des Königreichs Preußens für die Volkszählung 1885 wurde Winterberg aufgeführt als Wohnplatz der Landgemeinde Kürten. Zu dieser Zeit wurden fünf Wohnhäuser mit 26 Einwohnern gezählt. Im Jahr 1905 zählt der Ort drei Wohnhäuser mit 10 Einwohnern und gehörte zum Kirchspiel Dürscheid. Ab der Preußischen Uraufnahme von 1836 bis 1850 ist der Ort auf Messtischblättern regelmäßig als Winterberg verzeichnet.
Die ursprüngliche Bebauung lag ausschließlich an einem Weg auf halber Berghöhe. In der 1950er und 1960er Jahren wurde die Straße bis herunter nach Steeg mit Einfamilienhäusern bebaut. Später kam die im Bild sichtbare linke Straßenseite mit Stichstraßen hinzu. Von der ursprünglichen Bausubstanz ist nichts mehr erhalten geblieben.